# Station Audun-le-Tiche
Station Audun-le-Tiche (Frans: Gare d'Audun-le-Tiche) is een spoorwegstation in de plaats en gemeente Audun-le-Tiche in Frankrijk.
Het station ligt aan lijn CFL Lijn 6e, (Esch-sur-Alzette - Audun-le-Tiche). Voorheen lag het ook aan de spoorlijn lijnen Audun-le-Tiche - Hussigny-Godbrange en Fontoy - Audun-le-Tiche. Het wordt beheerd door de Luxemburgse vervoerder CFL.
Hoewel het station niet in Luxemburg ligt, wordt het door CFL wel beschouwd als Luxemburgs station, daar het station louter als eindpunt van een Luxemburgse lijn dient. Het station valt derhalve ook binnen het Luxemburgse tariefsysteem, wat betekent dat enkel voor de eerste klas betaald dient te worden; reizen in de tweede klas is vanaf dit station, zoals in heel Luxemburg, gratis.

## Treindienst
| Serie   | Treinsoort         | Route                             | Bijzonderheden        |
| ------- | ------------------ | --------------------------------- | --------------------- |
| RB 6400 | Regionalbahn (CFL) | Esch-sur-Alzette – Audun-le-Tiche | Rijdt niet op zondag. |

CFL Lijn 6 en 6a:
Luxemburg · Luxembourg-Howald · Howald · Fentange · Berchem · Bettembourg · Noertzange · Schifflange · Esch-sur-Alzette · Belval-Université · Belval-Lycée · Belval-Rédange · Belvaux-Soleuvre · Oberkorn · Differdange · Niederkorn · Pétange · Lamadeleine · Rodange 

CFL Lijn 6b: Bettembourg · Dudelange-Burange · Dudelange-Ville · Dudelange-Centre · Dudelange-Usines · Volmerange-les-Mines

CFL Lijn 6c: Noertzange · Kayl · Tétange · Rumelange · Rumelange-Ottange

CFL Lijn 6e: Esch-sur-Alzette · La Hoehl · Audun-le-Tiche
Zie ook: CFL Lijn 1 · CFL Lijn 2 · CFL Lijn 3 · CFL Lijn 4 · CFL Lijn 5 · CFL Lijn 7